# Allylmagnesiumbromide
Allylmagnesiumbromide is een Grignard-reagens dat aangewend wordt om de allylgroep via de Grignardreactie in een organische verbinding te introduceren. De stof is als oplossing in di-ethylether commercieel verkrijgbaar. Het wordt aangewend om een allylgroep in een organische verbinding te introduceren.

## Synthese
Allylmagnesiumbromide kan bereid worden uit reactie van magnesium en allylbromide.